# Ізабелла Бенкс
Ізабелла Варлей, у шлюбі Бенкс (англ. Isabella Banks; нар. 25 березня 1821 — пом. 4 травня 1897) — британська письменниця, поетеса та феміністка. Найбільш відома завдяки книзі «Манчестерський чоловік», опублікованій у 1876 році.

## Становлення
Ізабелла Варлей народилася 25 березня 1821 року в Олдем-стріт, 10, у районі, який зараз відомий як Північний квартал Манчестера. Ізабелла мала жвавий інтерес до історії Манчестера та його політичного розвитку. Її батько Джеймс та мати Амелія були активними політиками задовго до того, як у місті Манчестер з'явилися власні парламентські представники; її батько протягом життя займав кілька офіційних громадських посад, будучи міським олдерменом та магістратом.
Іншим інтересом Ізабелли було письменництво. Талант був уперше помічений, коли газета «The Manchester Guardian» опублікувала її вірш «Вмираюча дівчинка своєї матері» у 1837 році. Перша збірка поезій «Листя плюща» була опублікована в 1844 році.

## Письменницька діяльність
Ізабелла Варлей одрцжилася з Джорджем Бенксом у 1846 році, після чого, відповідно до тогочасного стилю, здебільшого публікувалася під ім'ям місіс Д. Ліннеус Бенкс, хоча іноді писала під своїм дошлюбним прізвищем Варлей. У шлюбі народила восьмеро дітей, з яких лише троє дожили до дорослого віку. Її чоловік був журналістом і редактором, який працював у різних місцях Великобританії.
На початку 1860-х померла старша, 14-річна дитина Ізабелли Бенкс. Саме почуття втрати надихнуло її на перший роман «Дім Божого Провидіння». У 1865 році вона у співавторстві з чоловіком опублікувала збірку пісень і віршів «Ромашки у траві» (Daisies in the Grass). Книга «Становлення Вільяма Едвардса» — «Історія мосту краси» — також була результатом спільної праці. Її відомі твори: «Дочка годинникаря та інші казки», «Заборонено виходити заміж» (два томи), «Більше, ніж корони» (1881), «Клерк Калеба Бута: Ланкаширська історія (1878), Слава: Вілтширська історія», «Сибілла та інші історії» (1885), «Перлини міс Прінгл» та «Раби кабали — історія боротьби» (1893), соціальний роман про луддитів на півночі Англії. Деякі з цих творів перевидавалися по кілька разів протягом XX століття, більшість продовжує публікуватися для продажу як друковані видання на вимогу.

### «Манчестерський чоловік»
Роман Ізабелли Бенкс «Манчестерський чоловік» вперше був опублікований у журналі «Cassell's Magazine» у січні-листопаді 1874 р., а потім вийшов у трьох томах у 1876 р. Книга стала її вічним досягненням і вважається важливим соціально-історичним романом, де мова йде про становлення Джабеза Клегга, однойменного «Манчестерського чоловіка», від часів Наполеонівських війн до першого Реформаторського акту. Його особиста доля створює історію романтики і мелодрами, його життя від учня до майстра та від бідності до багатства віддзеркалює зростання та процвітання міста. У 1896 році, за рік до смерті авторки, з'явилося ілюстроване видання «Манчестерської людини» з 46 гравюрами і трьома картами.
Книгу досі читають у всьому світі (після перевидання у 1991 та 1998 роках), а її героїв Джабеза Клегга та Джошуа Брукса вшановують на місцевому рівні у назвах манчестерських пабів. Цитати з роману: «Мінливість — це епітафія світів», «Зміна сама по собі незмінна», «Люди зникають з історії життя, як земля, хоча їхня праця чи вплив залишаються» є епітафією на надгробку Тоні Вілсона, одного із засновників «Фабрики звукозапису» в Манчестері.
Ентоні Троллоп дуже захоплювався внеском Ізабелли Бенкс у літературу. Він зауважив, що її «її заслуги в літературному житті не досягли справедливої винагороди». Невдовзі після цього благодійна організація Королівського літературного фонду «Trollope» надала Ізабеллі Бенкс 355 фунтів стерлінгів.

## Політичні інтереси
Ізабелла Бенкс брала участь у кампаніях за права жінок, читала лекції на тему «Жінка, якою вона була, якою вона є і якою вона може бути». З 1842 року вона була членкинею Жіночого комітету Ліги боротьби проти хлібного закону.

## Смерть і пам'ять
Ізабелла Бенкс померла 4 травня 1897 року у своєму будинку в Лондоні. Похована на алеї Літтл Елм на кладовищі Ебні Парк, Сток Ньюїнгтон, у Лондоні, разом зі своїм чоловіком, який помер у 1881 році. У 2015 році її ім'ям було названо вулицю в районі Першої вулиці в Манчестері.